# خانه منتظر القائم
خانه منتظر القائم مربوط به دوره قاجار است و در اصفهان، خیابان مسجد سید، کوچه علی قلی آقا، پلاک ۹۰ واقع شده و این اثر در تاریخ ۲۲ آبان ۱۳۸۶ با شمارهٔ ثبت ۲۰۰۲۳ به‌عنوان یکی از آثار ملی ایران به ثبت رسیده است.